# Надежда (клуб по хоккею с мячом)
«Надежда» — команда по хоккею с мячом из города Биробиджан Еврейской автономной области.

## История
Команда в Биробиджане была организована в 1939 при обозном заводе. В 1939—1941 представляла ДСО «Металлист» и выступала под этим названием. После многолетнего перерыва была воссоздана в 1957, когда предприятие именовалось уже завод автотракторных прицепов. Под этим названием команда выступала в 1957—1960, затем стала называться «Дальсельхозмаш» — 1960—1966, «Дальсельмаш» — 1966—1992. Представляла ДСО «Труд» (1957—1987). До 1975 играла в городских, областных и краевых соревнованиях. Её организаторами были В. Короткое и В. Земельман.
Качественный скачок произошел в середине 60-х, когда из Хабаровска приехал В. Л. Демидов, ставший играющим тренером и лидером команды. Он привлек в неё юных В. Беленького, М. Вольвовского, В. Скопинцева. В первенстве Хабаровского края команда впервые сыграла в 1968, в 1975 стала победителем. В том же сезоне, дебютируя во второй лиге чемпионата СССР, выиграла зональный турнир, а в финальном заняла 6-е место. Во второй половине 70-х команда постоянно вела упорную борьбу за победу в краевом первенстве с «Нефтяником» (Хабаровск). Значительно усилил состав приход П. Видякова, А. Погорелова и С. Янины, с помощью которых в 1977 она выиграла во второй раз. После восстановления в 1980 Дальневосточной зоны первой лиги команда получила право в ней играть, что достаточно успешно делала в течение десятилетия. Однако в ходе сезона 1992 из-за финансовых проблем вынуждена была сняться с соревнований.
28 мая 1992 года был создан муниципальный клуб «Надежда», чьи цвета стала защищать команда, созданная на базе «Дальсельмаша». Выбор названия определила успешная игра одноименной детской команды. В период выступлений в чемпионатах России «Надежда» неоднократно играла в финальных турнирах первой лиги.

## Главные тренеры
- В. Л. Демидов (середина 60-х)
- Г. Журавлев (сезон 1967/1968)
- И. Б. Макаровский (1968—1978, сезоны 1980/81, 1983/1984 и январь — март 1989)
- П. А. Видяков (1978—1980, 1987 — ноябрь 1988 и сезон 1989/1990)
- А. И. Пузырев (1981—1983 и 1984—1986)
- В. И. Скопинцев (сезон 1986/1987 и 2000—2005)
- А. М. Здор (ноябрь 1988 — январь 1989 и 1992—2000)
- С. В. Ташлыков (сезон 1990/1991)
- К. В. Чайкин (1991/1992)
- М. В. Бральгин (с 2005)

## Статистика
В чемпионатах и кубках СССР
- В первой лиге чемпионатов СССР выступала в 1980—1989, 1991 и 1992 (340 матчей: 175 побед, 20 ничьих, 145 поражений; мячи 1579—1401). Шесть раз играла в финальных турнирах, лучший результат — 4-е место (1982). Рекордсмен по количеству сыгранных матчей — И. Балашвили (308), лучший бомбардир — А. Здор (252 мяча).
- Во второй лиге чемпионатов СССР играла в 1975, 1977, 1979 и 1990 (54 матча: 35 побед, 5 ничьих, 14 поражений; мячи 307—149). Трижды выигрывала зональные турниры, в 1990 стала победителем финального турнира.
- В Кубке СССР участвовала в 1985—1990 (17 побед, 5 ничьих, 20 поражений; мячи 197—237).

В чемпионатах и кубках России
- В первой лиге чемпионатов России выступала в 1994, 1997—2008 (299 матчей: 203 победы, 12 технических побед, 20 ничьих, 63 поражения, 1 техническое поражение; мячи 1753—927). Лучший результат — третье место в финальном турнире в 2007. Лучший бомбардир — В. Сенотрусов (319 мячей).
- Во второй лиге чемпионатов России играла в 1993 и 1996 (5 побед, 1 техническая победа, 3 поражения; мячи 60-36). Второй призер турнира 1993. Результаты выступлений в чемпионате 1996 (одновременно чемпионат Хабаровского края) были аннулированы из-за снятия команды с соревнований за четыре тура до окончания турнира после драки в матче с «Нефтяником» (Хабаровск).
- В Кубке России принимала участие в 1993 и 1994 (1 победа и 7 поражений; мячи 19-55).

## Достижения
- Второй призер «Кубка Азиатско-Тихоокеанского региона» в 1998
- Четырехкратный обладатель Кубка Дальнего Востока